# 他阿
他阿（たあ）は、鎌倉時代後期の時宗の僧。遊行上人2世。正しくは他阿弥陀仏と称し、他阿と略する。法諱は真教（ただし同時代史料にはみえず、初出は『本朝高僧伝』。燈心文庫に真教と署名のある文書があり、他阿に同定する説あり）。俗姓は源氏久我家ともいわれる。

## 概要
生まれは豊後国（現・大分県）とも京都ともされるが、前半生は不明である。
弘安元年（1278年）、九州で時宗の祖一遍に師事して以来、一遍の諸国遊行に従う。正応2年（1289年）、一遍が亡くなった後に、一旦解散した時衆を再結成して集団組織化し、越前国、加賀国、越中国、越後国、関東、東海道を中心として遊行を続けた。嘉元2年（1304年）、遊行を3世量阿（他阿智得。のち他阿号を世襲）に譲り、自らは相模国に草庵（後の当麻道場金光院無量光寺）を建立して独住（定住）し、83歳で示寂。同寺の境内に、一遍らと並んで墓塔の宝篋印塔がある。主な門弟に量阿のほか、有阿（恵永または恵光、のち他阿呑海。藤沢道場清浄光寺を開く）、京都四条道場金蓮寺・浄阿（真観）がいる。
膨大な消息はのちに『他阿上人法語』8巻にまとめられた他、『道場誓文』を作成している。歌人としても京都の貴人たちと交わり、歌集に『大鏡集』がある。また伝記として『一遍上人縁起絵』がある。全10巻のうち前半4巻は一遍の業績が、そして後半6巻に他阿の業績が述べられている。
他阿の肖像としては、長崎称念寺（福井県坂井市）蔵の画像や東山長楽寺（京都市東山区）蔵の木造椅像、および黒駒称願寺（山梨県笛吹市）・国府津蓮台寺（神奈川県小田原市）・常称寺（広島県尾道市）蔵の木造座像が有名で、いずれも重要文化財。晩年に患った中風によって口許がゆがんでいるのが特徴である。
一遍は、肉親ともいわれる弟子聖戒を後継者と看做していたと考えられ、一遍入寂の後は信奉者は各地に散って自然消滅している。それを他阿が再結成し、再興を成し遂げた。
他阿はバラバラであった時衆を統制するために、一般の信徒に対して僧（善知識）を「仏の御使い」と位置付け、これに絶対服従させる知識帰命の説を取り入れた。さらに「時衆制誡」「道場制文」などを定め、『時衆過去帳』を作成して時衆の教団化、定住化を図っていった。この頃、消息の中で配下の道場（寺院）は百余と述べている。こうして他阿は時衆を整備された教団として構成し直し、教義を伝える組織確立のうえで大きな功績を残した。
現在ある時宗教団は、他阿真教の系統である藤沢道場清浄光寺（遊行寺）が、過程として他の一向俊聖などによる念仏聖の流派・教団（時宗十二派）を吸収し合流することで近世に成立した。歴代の時宗の法主は「他阿」を称する。『一遍上人縁起絵（遊行上人縁起絵）』における冊数の割合などを考慮対象とした上で、初代他阿である他阿真教こそが時宗の実質的な開祖である、とする見解がある。
宗祖一遍とならぶ「二祖上人」と通称され、多くの時宗寺院で、その像が一遍と対になって荘厳されている。そしてその功績を偲び、他阿を「大聖（おおひじり）」と呼んでいる。